# モハモハ
モハモハ（Moha–Moha）またはモカモカ （Moka moka）は、オーストラリアから報告された未確認動物のひとつ。

## 呼称
モハモハという名前は「危険なカメ」あるいは「生意気なやつ」という意味であるとされる。

## 特徴
未確認生物研究家ジョージ・エバーハートは「未知の魚」であるとしている。
全長8.5メートル-9メートル程度で、歯を有し、長さ2.4メートル高さ1.5メートルのドーム型の胴体、長さ3.6メートルの魚に似た尾を持つ。
目撃者ロヴェルが現地住民に聞いた話では、ワニに似た脚と指を持ち、食用になるという。

## 目撃
1882年、モハモハがアボリジニの野営地に侵入し、直立して身長1.8メートルの男の肩に前肢をかけ押し倒した。彼らはより内陸にキャンプを移動したが、モハモハは数ヶ月間訪れた。
1890年6月3日、オーストラリア・サンディ島（フレーザー島）サンディケープを6人の友人と共に歩いていたS・ロヴェルが浜辺にいる生物を目撃した。ロヴェルは生物の1.5メートルの距離から30分観察し、その後生物は素早く泳ぎ去った。
また、ロバートという人物がロヴェルの遭遇の6日前にも同様のものを見ていたことを語っている。
モハモハは1890年以来目撃されていない。

## 正体の説
- スッポンモドキが正体ではないかと考える意見がある[1]。この説は雑誌で紹介されたもので、編集者はロヴェルが生物の特徴を誇張した可能性を示唆した[2]。
- オーストラリアナガクビガメを正体に挙げる意見があるが、これは25センチにしかならない[1]。
- 作家のデイビッド・アルダートンは板皮類の生き残りではないかとした[1]。
- 未確認生物研究家ベルナール・ユーヴェルマンスら近年の研究者は報告自体を捏造ではないかとしている[2]。